# Guam Army National Guard
La Guam Army National Guard è una componente della Riserva militare della Guam National Guard, inquadrata sotto la U.S. National Guard. Il suo quartier generale è situato presso la città di Barrigada.

## Organizzazione
Attualmente, al 1 Gennaio 2018, sono attivi i seguenti reparti :

### Joint Forces Headquarters
- JFHQ, Army Element
- Medical Detachment
- Recruiting & Retention Battalion

### 105th Troop Command
- Headquarters & Headquarters Company
  -  1224th Engineer Support Company
  - 94th Civil Support Team - Barrigada
  - Detachment 3, 230th Engineer Company (Vertical Construction)
- 1st Battalion, 294th Infantry Regiment (Light) - Sotto il controllo operativo della 29th Infantry Brigade Combat Team, Hawaii Army National Guard
  -  Headquarters & Headquarters Company
  -  Company A
  -  Company B
  -  Company C
  -  Company D (Weapons)
  -  Company H, 29th Brigade Support Battalion
- Detachment 2, Company D (-) (MEDEVAC), 1st Battalion, 224th Aviation Regiment (Security & Support) - Barrigada - Equipaggiato con 2 UH-72A